# Sudáfrica en la Copa Mundial de Rugby de 2019
La selección de rugby de Sudáfrica fue una de los 20 países participantes de la Copa Mundial de Rugby de 2019 que se realizó en Japón.
Los Springboks iniciaron el torneo con una derrota, clasificaron segundos del grupo y con mucho esfuerzo lograron alcanzar la final del torneo: vencieron a la Rosa y se convirtieron en el primer seleccionado que con una derrota; se consagra campeón del Mundo. Es el tercer título en su historia e igualó a su su rival histórico, los All Blacks, como más ganador del torneo.

## Plantel[2]
Los datos de test matches corresponden a la cantidad alcanzada finalizado el torneo.
|                            | Jugador              | Edad    | Posición      | Tests | Equipo              |
| -------------------------- | -------------------- | ------- | ------------- | ----- | ------------------- |
| Hookers y Pilares          |                      |         |               |       |                     |
|                            | Schalk Brits         | 43 años | Hooker        | 15    | Bulls               |
|                            | Thomas du Toit       | 29 años | Pilar         | 12    | Stade Toulousain    |
|                            | Steven Kitshoff      | 33 años | Pilar         | 45    | Stormers            |
|                            | Vincent Koch         | 35 años | Pilar         | 19    | Saracens            |
| 3                          | Frans Malherbe       | 34 años | Pilar         | 36    | Stormers            |
|                            | Malcolm Marx         | 30 años | Hooker        | 31    | Lions               |
| 2                          | Bongi Mbonambi       | 34 años | Hooker        | 34    | Stormers            |
| 1                          | Tendai Mtawarira     | 39 años | Pilar         | 117   | Sharks              |
|                            | Trevor Nyakane       | 35 años | Pilar         | 42    | Bulls               |
| Segundas líneas            |                      |         |               |       |                     |
| 5                          | Lood de Jager        | 32 años | Segunda línea | 43    | Bulls               |
| 4                          | Eben Etzebeth        | 33 años | Segunda línea | 83    | Stormers            |
|                            | Franco Mostert       | 34 años | Segunda línea | 37    | Gloucester Rugby    |
|                            | RG Snyman            | 30 años | Segunda línea | 21    | Bulls               |
| Alas y Octavos             |                      |         |               |       |                     |
| 7                          | Pieter-Steph du Toit | 32 años | Ala           | 53    | Stormers            |
| 6                          | Siya Kolisi          | 33 años | Ala           | 50    | Stormers            |
|                            | Francois Louw        | 39 años | Octavo        | 74    | Bath Rugby          |
|                            | Kwagga Smith         | 31 años | Ala           | 6     | Lions               |
| 8                          | Duane Vermeulen      | 38 años | Octavo        | 52    | Bulls               |
| Medios scrum               |                      |         |               |       |                     |
| 9                          | Faf de Klerk         | 33 años | Medio scrum   | 28    | Sale Sharks         |
|                            | Herschel Jantjies    | 28 años | Medio scrum   | 9     | Stormers            |
|                            | Cobus Reinach        | 35 años | Medio scrum   | 14    | Northampton Saints  |
| Aperturas y Centros        |                      |         |               |       |                     |
| 13                         | Lukhanyo Am          | 31 años | Centro        | 13    | Sharks              |
| 12                         | Damian de Allende    | 33 años | Centro        | 45    | Stormers            |
|                            | Elton Jantjies       | 34 años | Apertura      | 37    | Lions               |
|                            | Jesse Kriel          | 31 años | Centro        | 46    | Bulls               |
| 10                         | Handré Pollard       | 31 años | Apertura      | 48    | Bulls               |
|                            | François Steyn       | 37 años | Centro        | 65    | Montpellier Hérault |
|                            | Damian Willemse      | 26 años | Centro        | 6     | Stormers            |
| Fullbacks y Wings          |                      |         |               |       |                     |
|                            | Warrick Gelant       | 29 años | Fullback      | 9     | Bulls               |
| 14                         | Cheslin Kolbe        | 31 años | Wing          | 13    | Stade Toulousain    |
| 15                         | Willie le Roux       | 35 años | Fullback      | 59    | Toyota Verblitz     |
| 11                         | Makazole Mapimpi     | 34 años | Wing          | 14    | Sharks              |
|                            | S'busiso Nkosi       | 29 años | Wing          | 10    | Sharks              |
| Entrenador: Rassie Erasmus |                      |         |               |       |                     |

## Participación
Integró el Grupo B junto a los All Blacks, Namibia, la Azzurri y los Canucks.
| Posición | Selección     | Partidos | Partidos | Partidos  | Partidos | Tries a favor | Tantos  | Tantos    | Tantos     | Puntos extra | Puntos |
| Posición | Selección     | Jugados  | Ganados  | Empatados | Perdidos | Tries a favor | A favor | En contra | Diferencia | Puntos extra | Puntos |
| -------- | ------------- | -------- | -------- | --------- | -------- | ------------- | ------- | --------- | ---------- | ------------ | ------ |
| 1        | Nueva Zelanda | 4        | 3        | 1         | 0        | 22            | 157     | 22        | +135       | 2            | 16     |
| 2        | Sudáfrica     | 4        | 3        | 0         | 1        | 27            | 185     | 36        | +149       | 3            | 15     |
| 3        | Italia        | 4        | 2        | 1         | 1        | 14            | 98      | 78        | +20        | 2            | 12     |
| 4        | Namibia       | 4        | 0        | 1         | 3        | 3             | 34      | 175       | –141       | 0            | 2      |
| 5        | Canadá        | 4        | 0        | 1         | 3        | 2             | 14      | 177       | –163       | 0            | 2      |

| 21 de septiembre, 18:45               | Nueva Zelanda | 23 – 13 | Sudáfrica                                                                                          | Estadio Internacional de Yokohama, Yokohama                                                                                                   | |
|                                       | Tries: Bridge 23' S. Barrett 26' Conversiones: (2/2) Mo'unga 24', 27' Penales: (2/3) Mo'unga 22', 66' (1/1) B. Barrett 71' | Reporte | Tries: 47' du Toit Conversión: 48' Pollard (1/1) Penales: 1' Pollard (1/2) Drop: 58' Pollard (1/1) | Asistencia: 63 649 espectadores Árbitro(s): Jérôme Garcès Jueces de touch: Romain Poite Karl Dickson Television Match Official: Graham Hughes | Asistencia: 63 649 espectadores Árbitro(s): Jérôme Garcès Jueces de touch: Romain Poite Karl Dickson Television Match Official: Graham Hughes |
| Duane Vermeulen alcanzó los 50 tests. | |         | | | |

| 28 de septiembre, 18:45 | Sudáfrica | BO 57 – 3 | Namibia            | City of Toyota Stadium, Toyota                                                                              | |
|                         | Tries: Mbonambi 9', 16' Louw 14' Mapimpi 26', 53' Am 41' Gelant 47' Kolisi 58' Brits 63' Conversiones: (6/9) Jantjies 10', 18', 42', 49', 54', 65' | Reporte   | Penal: 23' Loubser | Árbitro(s): Mathieu Raynal Jueces de touch: Nic Berry Andrew Brace Television Match Official: Graham Hughes | Árbitro(s): Mathieu Raynal Jueces de touch: Nic Berry Andrew Brace Television Match Official: Graham Hughes |

| 4 de octubre, 18:45 | Sudáfrica | BO 49 – 3 | Italia                  | Estadio Ecopa de Shizuoka, Shizuoka                                                                         | |
|                     | Tries: Kolbe 5', 52' m Mbonambi 26' Am 57' Mapimpi 67' Snyman 75' Marx 80+2' Conversiones: (4/7) Pollard 6', 27', 59', 68' Penales: (2/2) Pollard 11', 50' | Reporte   | Penales: 8' Allan (1/1) | Árbitro(s): Wayne Barnes Jueces de touch: Romain Poite Alexandre Ruiz Television Match Official: Rowan Kitt | Árbitro(s): Wayne Barnes Jueces de touch: Romain Poite Alexandre Ruiz Television Match Official: Rowan Kitt |

Erasmus usó el último partido de la fase de grupos como descanso para los titulares. 
| 8 de octubre, 19:15 | Sudáfrica | BO 66 – 7 | Canadá                                       | Kobe Misaki Stadium, Kōbe                                                                                 | |
|                     | Tries: de Allende 3' Nkosi 6' Reinach 10', 18', 21' Gelant 28' Steyn 40+1' Brits 55' Willemse 66' Malherbe 73' Conversiones: (8/10) E. Jantjies 3', 12', 20', 22', 29', 40'+2', 56', 68' | Reporte   | Try: 46' Heaton Conversión: 48' Nelson (1/1) | Árbitro(s): Luke Pearce Jueces de touch: Angus Gardner Andrew Brace Television Match Official: Rowan Kitt | Árbitro(s): Luke Pearce Jueces de touch: Angus Gardner Andrew Brace Television Match Official: Rowan Kitt |

### Fase final
| 20 de octubre de 2019, 19:15 | Japón                   | 3 – 26  | Sudáfrica                                                                                            | Tokyo Stadium, Tokio                                                                                     | |
|                              | Penal: (1/1) Tamura 20' | Reporte | Tries: 4', 70' Mapimpi 66' de Klerk Conversión 66' Pollard (1/3) Penales 44', 49', 64' Pollard (3/4) | Árbitro(s): Wayne Barnes Jueces de touch: Ben O'Keeffe Luke Pearce Television Match Official: Rowan Kitt | Árbitro(s): Wayne Barnes Jueces de touch: Ben O'Keeffe Luke Pearce Television Match Official: Rowan Kitt |

#### Semifinales
| 27 de octubre de 2019, 18:00 | Gales                                                                           | 16 – 19 | Sudáfrica                                                                                | International Stadium Yokohama, Yokohama                                                                  | |
|                              | Try Adams 65' Conversión (1/1) Halfpenny 66' Penales (3/3) Biggar 18', 39', 46' | Reporte | Try 57' de Allende Conversión 58' Pollard (1/1) Penales 15', 20', 35', 76' Pollard (4/4) | Árbitro(s): Jérôme Garcès Jueces de touch: Wayne Barnes Ben O'Keeffe Television Match Official: Ben Skeen | Árbitro(s): Jérôme Garcès Jueces de touch: Wayne Barnes Ben O'Keeffe Television Match Official: Ben Skeen |

### Final
Makazole Mapimpi y Cheslin Kolbe fueron los primeros sudafricanos en anotar tries en una final, y aún Sudáfrica no los tiene en contra.
| 2 de noviembre de 2019, 18:00 | Inglaterra | 12 – 32 | Sudáfrica | Estadio Internacional de Yokohama, Yokohama                                                               | |
|                               |            | Reporte |           | Árbitro(s): Jérôme Garcès Jueces de touch: Romain Poite Ben O'Keeffe Television Match Official: Ben Skeen | Árbitro(s): Jérôme Garcès Jueces de touch: Romain Poite Ben O'Keeffe Television Match Official: Ben Skeen |

## Legado
Trece jugadores negros, incluido su capitán: se consagraron campeones, anteriormente fueron Chester Williams en 1995 y cuatro en 2007.
El apertura Handré Pollard fue el máximo anotador del torneo, siendo el tercer sudafricano tras Percy Montgomery en 2007 y Morné Steyn en 2011.
El veterano back multifunción François Steyn se convirtió en el segundo sudafricano en ganar dos veces el mundial, el otro es el pilar Os du Randt.